# بی‌زبان (فیلم)
بی‌زبان (به هندی: Bezubaan) و (به انگلیسی: Unspoken) فیلمی هندی محصول سال ۱۹۸۲ و به کارگردانی باپو است. در این فیلم بازیگرانی همچون شاشی کاپور، رینا روی، راج کیران، نصیرالدین شاه، ریتا بهادری، افتخار و مراد ایفای نقش کرده‌اند.